# دنیاگیری کووید-۱۹ در بوسنی و هرزگوین
دنیاگیری کووید-۱۹ در بوسنی و هرزگوین بخشی از دنیاگیری بیماری کروناویروس ۲۰۱۹ در جهان است. اولین مورد تأیید شده در بوسنی و هرزگوین در ۵ مارس ۲۰۲۰ در بانیا لوکا اعلام شد.